# Råvejávrre
Råvejávrre, enligt tidigare ortografi Råvvejaure,  är en sjö i Jokkmokks kommun i Lappland och ingår i Luleälvens huvudavrinningsområde. Sjön har en area på 7,43 kvadratkilometer och ligger 926 meter över havet. Sjön avvattnas av vattendraget Gárddevárjåhkå och ligger mellan Padjelanta Natura 2000-område och Kallovaratjeh naturreservat.
Vid Råvejávrres utlopp finns en naturlig stenbro under vilken det mesta av vattnet flyter. Tillräckligt mycket vatten rinner dock runt bron för att vandrare ska tvingas vada.

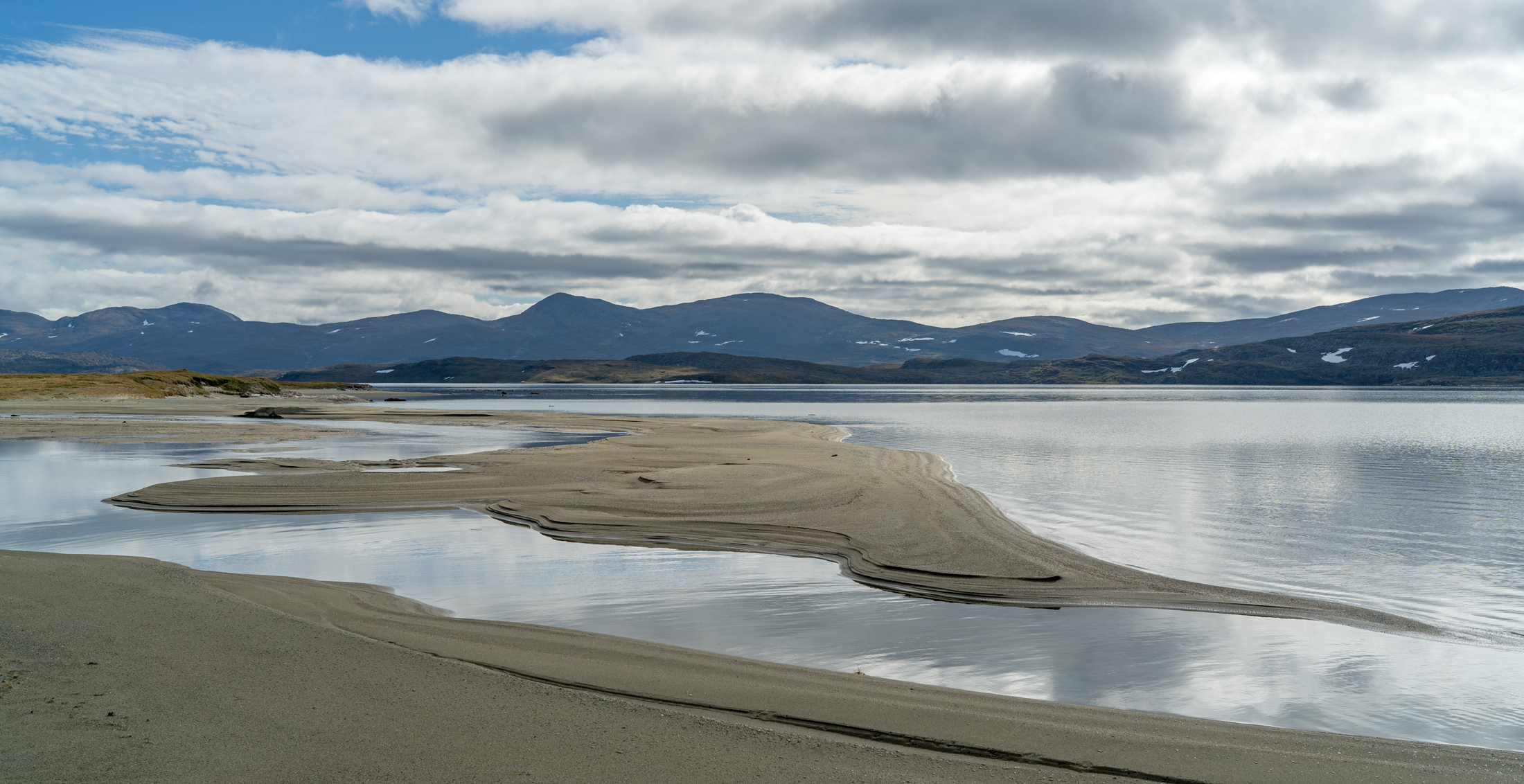
Norra sidan av Råvejávrre - vy mot öster.
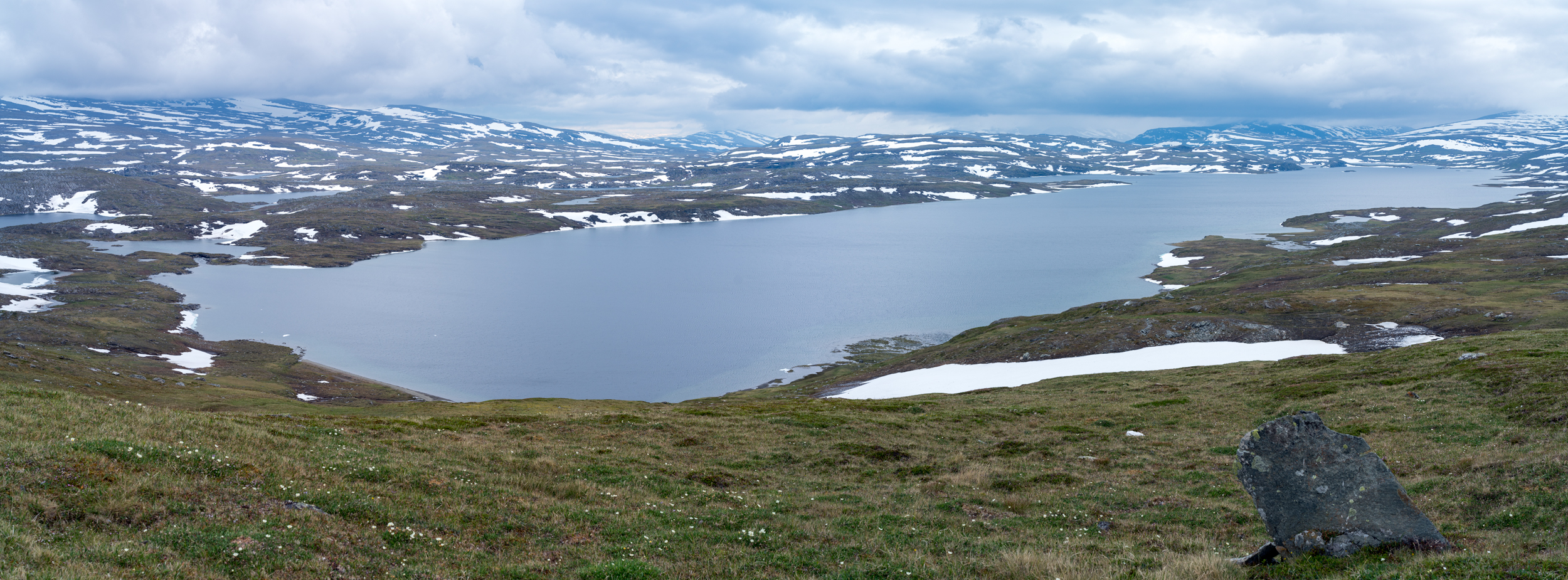
Östra sidan av Råvejávrre.
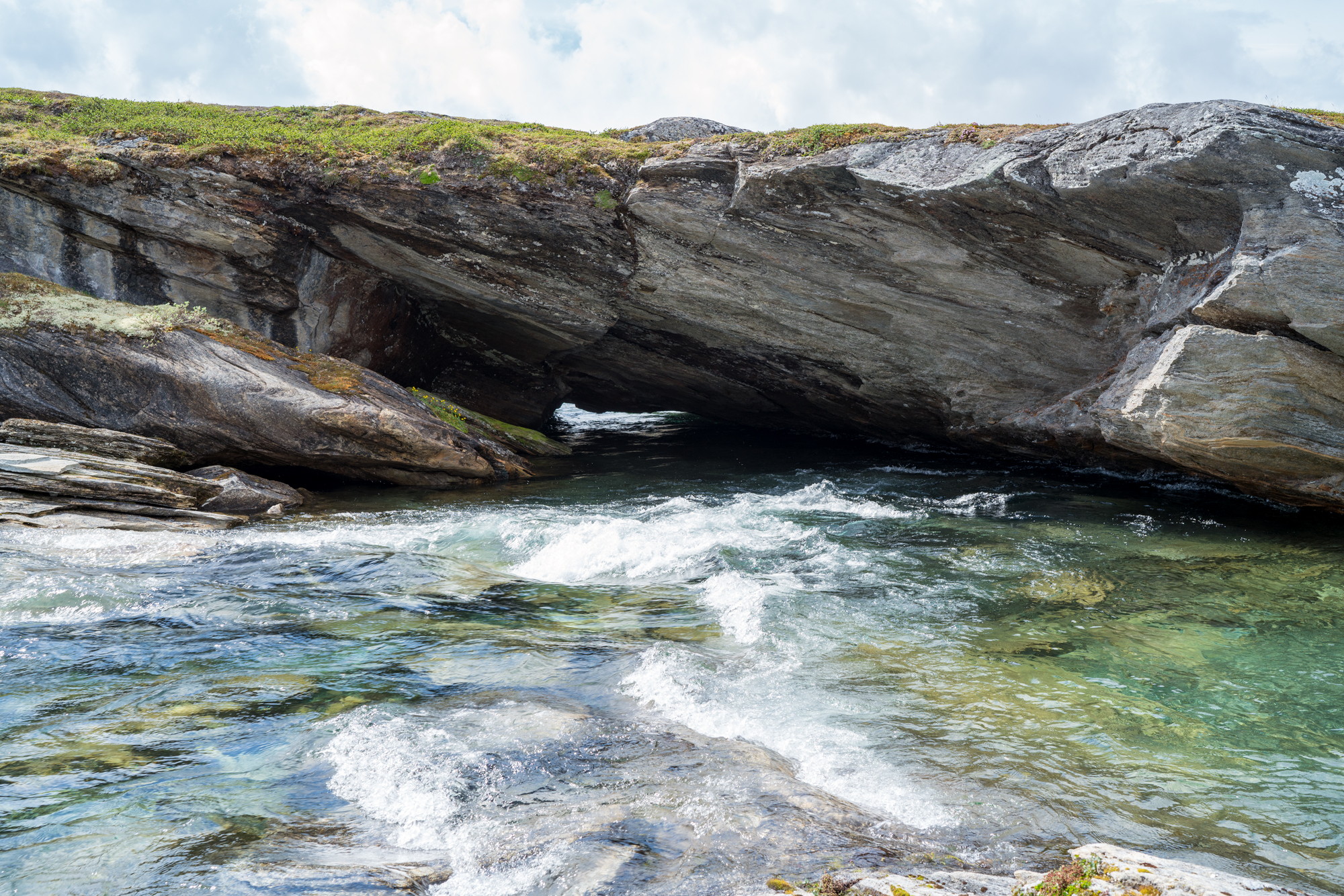
Stenbron över utloppet av Råvejávrre.

## Delavrinningsområde
Råvejávrre ingår i det delavrinningsområde (745018-154738) som SMHI kallar för Utloppet av Råvvejaure. Medelhöjden är 1 068 meter över havet och ytan är 51,89 kvadratkilometer. Det finns inga avrinningsområden uppströms utan avrinningsområdet är högsta punkten. Gárddevárjåhkå som avvattnar avrinningsområdet har biflödesordning 3, vilket innebär att vattnet flödar genom totalt 3 vattendrag (Darreädno, Lilla Luleälv, Luleälven) innan det når havet efter 353 kilometer. Avrinningsområdet består mestadels av kalfjäll (85 procent). Avrinningsområdet har 7,53 kvadratkilometer vattenytor vilket ger det en sjöprocent på 14,5 procent.